# Виторио Орландо
Виторио Емануеле Орландо (на италиански: Vittorio Emanuele Orlando) (19 май 1860 – 1 декември 1952) е италиански държавен деец, сред лидерите на либералната буржоазия.
Министър-председател от 1917 до 1919 г., преди това е министър на вътрешните работи, на правосъдието, на образованието
На Парижката мирна конференция от 1919 – 1920 г. участва като като премиер на Италия; стреми се към анексиране на Далмация. От 1948 г. е сенатор.